# تصور (منطق)
تصور (به عربی: التصور) صورتی ذهنی است که اسناد چیزی به چیز دیگر نباشد. مانند تصور ماه، خورشید و …. تصور، در منطق صوری در مقابل تصدیق قرار داردکه به معنای روش درست درک و شناسایی قضایا می‌باشد.
تصور، علم به صورت سادهٔ اشیاء است بی آن که دربارهٔ آن‌ها حکمی کرده باشیم. تصور همچون تصدیق مربوط به عالم ذهن است و به دو جزء کلی و جزئی تقسیم می‌شود. منطق در حوزه تصورات به مطالعه تجرید، تعمیم، تخصیص، ترکیب، تقسیم، نقض، تجزیه و در نهایت تعریف می‌پردازد. تقسیم منطق به تصور و تصدیق از ویژگی‌های منطق اسلامی است که ابن‌سینا دانشمند مشائی نخستین بار به کار برد.
تصور به دو گونه درمی‌آید: تصور جزئی و تصور کلی
- تصور جزئی: تصور جزئی تصوری است در خور یک مصداق. نمونهٔ تصور جزئی واژه‌های «رستم» یا «ایران» است.[۱]
- تصور کلی: تصور کلی تصوری است در خور مصداق‌های بسیار. نمونهٔ تصور کلی «انسان» یا «کشور» است.[۱]